# Union of European Petroleum Independents
Union of European Petroleum Independents (UPEI) ist ein Dachverband unabhängiger europäischer Ölhandelsfirmen. UPEI vertritt unabhängige, hauptsächlich mittelständische Unternehmen, die in europäischen Staaten aktiv sind.

## Mitgliederauswahl
Belgien
- Brafco Belgische Federatie der Brandstoffenhandlaars

 Deutschland
- MEW Mittelständische Energiewirtschaft Deutschland e.V.

 Estland
- Olerex AS

 Frankreich
- FFPI Fédération Française des Pétroliers Indépendants

 Vereinigtes Königreich
- DFA The Downstream Fuel Association

 Kroatien
- HUP Croatian Employers' Association - Oil and Oil Products Trade Association

 Irland
- DCC Energy Limited

 Italien
- Associazione Nazionale Commercio Prodotti e Servizi Energetici

 Lettland
- VIRSI-A

 Niederlande
- NOVE Nederlandse Organisatie voor de Energiebranche

 Schweiz
- AVIA International

 Slowakei
- SCSSR Association of Slovak Private Petrol Stations

 Slowenien
- SNNK The Slovenian National Committee

 Spanien
- UPI Unión de Petroleros Independientes

 Tschechien
- SCS Association of Czech Private Petrol Stations
- Eurowag - Wag payment solutions

 Ungarn
- Mabanaft Hungary Kft